# Copa de Campeones de la Concacaf 1998
La Copa de Campeones de 1998 fue trigésimo cuarta edición de la Copa de Campeones de la Concacaf, torneo de fútbol a nivel de clubes más importante de Norteamérica, Centroamérica y el Caribe organizado por la Concacaf. El torneo se desarrolló del 11 al 16 de agosto de 1998. 
El campeón fue el D.C. United, quién se convirtió el primer equipo estadounidense en ganar dicha competición (primer club de su país en ganar un torneo internacional). Gracias a ello, disputó la Copa Interamericana 1998.

## Ronda preliminar

### Primera fase

#### Grupo 1
| Equipo      | PJ | PG | PE | PP | GF | GC | Dif. | Pts. |
| ----------- | -- | -- | -- | -- | -- | -- | ---- | ---- |
| Saprissa    | 3  | 3  | 0  | 0  | 9  | 2  | +7   | 9    |
| Árabe Unido | 3  | 1  | 1  | 1  | 3  | 3  | 0    | 4    |
| Diriangén   | 4  | 0  | 1  | 3  | 2  | 9  | -7   | 1    |

| \| Fecha \| Lugar \| Local \| Resultado \| Visitante \| \| ------------- \| ---------------- \| ----------- \| --------- \| ----------- \| \| 8 de febrero \| Diriamba \| Diriangén \| 0:3 \| Saprissa \| \| 15 de febrero \| Ciudad de Panamá \| Árabe Unido \| 1:0 \| Diriangén \| \| 17 de febrero \| Colón \| Diriangén \| 1:1 \| Árabe Unido \| \| 25 de febrero \| San José \| Saprissa \| 4:1 \| Diriangén \| \| 8 de marzo \| Ciudad de Panamá \| Árabe Unido \| 1:2 \| Saprissa \| \| 11 de marzo \| San José \| Saprissa \| n/p \| Árabe Unido \| |                  |             |           |             |
| Fecha | Lugar            | Local       | Resultado | Visitante   |
| 8 de febrero | Diriamba         | Diriangén   | 0:3       | Saprissa    |
| 15 de febrero | Ciudad de Panamá | Árabe Unido | 1:0       | Diriangén   |
| 17 de febrero | Colón            | Diriangén   | 1:1       | Árabe Unido |
| 25 de febrero | San José         | Saprissa    | 4:1       | Diriangén   |
| 8 de marzo | Ciudad de Panamá | Árabe Unido | 1:2       | Saprissa    |
| 11 de marzo | San José         | Saprissa    | n/p       | Árabe Unido |

#### Grupo 2
| Equipo      | PJ | PG | PE | PP | GF | GC | Dif. | Pts. |
| ----------- | -- | -- | -- | -- | -- | -- | ---- | ---- |
| Alajuelense | 4  | 4  | 0  | 0  | 17 | 2  | +15  | 12   |
| Tauro       | 2  | 0  | 0  | 2  | 1  | 6  | -5   | 0    |
| Real Estelí | 2  | 0  | 0  | 2  | 1  | 11 | -10  | 0    |

| \| Fecha \| Lugar \| Local \| Resultado \| Visitante \| \| ------------- \| ---------------- \| ----------- \| --------- \| ----------- \| \| 8 de febrero \| Ciudad de Panamá \| Tauro \| 1:2 \| Alajuelense \| \| 11 de febrero \| Alajuela \| Alajuelense \| 4:0 \| Tauro \| \| 14 de febrero \| Alajuela \| Alajuelense \| 8:0 \| Real Estelí \| \| 17 de febrero \| Palmares \| Real Estelí \| 1:3 \| Alajuelense \| \| 8 de marzo \| Managua \| Real Estelí \| n/p \| Tauro \| \| ? \| Ciudad de Panamá \| Tauro \| n/p \| Real Estelí \| |                  |             |           |             |
| Fecha | Lugar            | Local       | Resultado | Visitante   |
| 8 de febrero | Ciudad de Panamá | Tauro       | 1:2       | Alajuelense |
| 11 de febrero | Alajuela         | Alajuelense | 4:0       | Tauro       |
| 14 de febrero | Alajuela         | Alajuelense | 8:0       | Real Estelí |
| 17 de febrero | Palmares         | Real Estelí | 1:3       | Alajuelense |
| 8 de marzo | Managua          | Real Estelí | n/p       | Tauro       |
| ? | Ciudad de Panamá | Tauro       | n/p       | Real Estelí |

#### Grupo 3
Jugado en Ciudad de Guatemala.
| Equipo               | PJ | PG | PE | PP | GF | GC | Dif. | Pts. |
| -------------------- | -- | -- | -- | -- | -- | -- | ---- | ---- |
| Comunicaciones       | 3  | 2  | 1  | 0  | 13 | 6  | +7   | 7    |
| Olimpia              | 3  | 2  | 0  | 1  | 8  | 4  | +4   | 6    |
| Alianza              | 3  | 0  | 2  | 1  | 6  | 9  | -3   | 2    |
| Juventus Orange Walk | 3  | 0  | 1  | 2  | 5  | 13 | -8   | 1    |

| \| Fecha \| Lugar \| Local \| Resultado \| Visitante \| \| ----------- \| ------------------- \| -------------- \| --------- \| -------------------- \| \| 18 de marzo \| Ciudad de Guatemala \| Olimpia \| 2:0 \| Juventus Orange Walk \| \| 18 de marzo \| Ciudad de Guatemala \| Comunicaciones \| 2:2 \| Alianza \| \| 20 de marzo \| Ciudad de Guatemala \| Alianza \| 3:3 \| Juventus Orange Walk \| \| 20 de marzo \| Ciudad de Guatemala \| Comunicaciones \| 3:2 \| Olimpia \| \| 22 de marzo \| Ciudad de Guatemala \| Alianza \| 1:4 \| Olimpia \| \| 22 de marzo \| Ciudad de Guatemala \| Comunicaciones \| 8:2 \| Juventus Orange Walk \| |                     |                |           |                      |
| Fecha | Lugar               | Local          | Resultado | Visitante            |
| 18 de marzo | Ciudad de Guatemala | Olimpia        | 2:0       | Juventus Orange Walk |
| 18 de marzo | Ciudad de Guatemala | Comunicaciones | 2:2       | Alianza              |
| 20 de marzo | Ciudad de Guatemala | Alianza        | 3:3       | Juventus Orange Walk |
| 20 de marzo | Ciudad de Guatemala | Comunicaciones | 3:2       | Olimpia              |
| 22 de marzo | Ciudad de Guatemala | Alianza        | 1:4       | Olimpia              |
| 22 de marzo | Ciudad de Guatemala | Comunicaciones | 8:2       | Juventus Orange Walk |

#### Grupo 4
| Equipo           | PJ | PG | PE | PP | GF | GC | Dif. | Pts. |
| ---------------- | -- | -- | -- | -- | -- | -- | ---- | ---- |
| Platense         | 5  | 3  | 1  | 1  | 10 | 3  | +7   | 10   |
| Luis Ángel Firpo | 4  | 3  | 1  | 0  | 9  | 3  | +6   | 10   |
| Aurora           | 6  | 1  | 1  | 4  | 8  | 12 | -4   | 4    |
| Real Verdes      | 5  | 1  | 1  | 3  | 5  | 14 | -9   | 4    |

| \| Fecha \| Lugar \| Local \| Resultado \| Visitante \| \| ------------- \| ------------------- \| ---------------- \| --------- \| ---------------- \| \| 1 de febrero \| Ciudad de Guatemala \| Aurora \| 1:2 \| Platense \| \| 8 de febrero \| Puerto Cortés \| Platense \| 2:1 \| Aurora \| \| 22 de febrero \| Belmopán \| Real Verdes \| 0:0 \| Platense \| \| 25 de febrero \| Ciudad de Guatemala \| Aurora \| 2:2 \| Luis Ángel Firpo \| \| 1 de marzo \| Puerto Cortés \| Platense \| 6:0 \| Real Verdes \| \| 4 de marzo \| Usulután \| Luis Ángel Firpo \| 2:0 \| Aurora \| \| 15 de marzo \| Usulután \| Real Verdes \| 1:2 \| Aurora \| \| 22 de marzo \| Usulután \| Luis Ángel Firpo \| 4:1 \| Real Verdes \| \| 25 de marzo \| Usulután \| Luis Ángel Firpo \| 1:0 \| Platense \| \| 25 de marzo \| Ciudad de Guatemala \| Aurora \| 2:3 \| Real Verdes \| \| 1 de abril \| Belmopán \| Real Verdes \| n/p \| Luis Ángel Firpo \| \| 12 de abril \| Puerto Cortés \| Platense \| n/p \| Luis Ángel Firpo \| |                     |                  |           |                  |
| Fecha | Lugar               | Local            | Resultado | Visitante        |
| 1 de febrero | Ciudad de Guatemala | Aurora           | 1:2       | Platense         |
| 8 de febrero | Puerto Cortés       | Platense         | 2:1       | Aurora           |
| 22 de febrero | Belmopán            | Real Verdes      | 0:0       | Platense         |
| 25 de febrero | Ciudad de Guatemala | Aurora           | 2:2       | Luis Ángel Firpo |
| 1 de marzo | Puerto Cortés       | Platense         | 6:0       | Real Verdes      |
| 4 de marzo | Usulután            | Luis Ángel Firpo | 2:0       | Aurora           |
| 15 de marzo | Usulután            | Real Verdes      | 1:2       | Aurora           |
| 22 de marzo | Usulután            | Luis Ángel Firpo | 4:1       | Real Verdes      |
| 25 de marzo | Usulután            | Luis Ángel Firpo | 1:0       | Platense         |
| 25 de marzo | Ciudad de Guatemala | Aurora           | 2:3       | Real Verdes      |
| 1 de abril | Belmopán            | Real Verdes      | n/p       | Luis Ángel Firpo |
| 12 de abril | Puerto Cortés       | Platense         | n/p       | Luis Ángel Firpo |

### Segunda fase

#### Grupo 1
| Equipo           | PJ | PG | PE | PP | GF | GC | Dif. | Pts. |
| ---------------- | -- | -- | -- | -- | -- | -- | ---- | ---- |
| Luis Ángel Firpo | 4  | 2  | 2  | 0  | 7  | 4  | +3   | 8    |
| Alajuelense      | 4  | 2  | 1  | 1  | 9  | 5  | +4   | 7    |
| Olimpia          | 4  | 0  | 1  | 3  | 2  | 9  | -7   | 1    |

| \| Fecha \| Lugar \| Local \| Resultado \| Visitante \| \| ----------- \| ----------- \| ---------------- \| --------- \| ---------------- \| \| 15 de abril \| Alajuela \| Alajuelense \| 1:1 \| Luis Ángel Firpo \| \| 22 de abril \| Tegucigalpa \| Olimpia \| 0:1 \| Alajuelense \| \| 30 de abril \| Usulután \| Luis Ángel Firpo \| 2:0 \| Olimpia \| \| 7 de mayo \| Alajuela \| Alajuelense \| 5:1 \| Olimpia \| \| 14 de mayo \| Usulután \| Luis Ángel Firpo \| 3:2 \| Alajuelense \| \| 20 de mayo \| Tegucigalpa \| Olimpia \| 1:1 \| Luis Ángel Firpo \| |             |                  |           |                  |
| Fecha | Lugar       | Local            | Resultado | Visitante        |
| 15 de abril | Alajuela    | Alajuelense      | 1:1       | Luis Ángel Firpo |
| 22 de abril | Tegucigalpa | Olimpia          | 0:1       | Alajuelense      |
| 30 de abril | Usulután    | Luis Ángel Firpo | 2:0       | Olimpia          |
| 7 de mayo | Alajuela    | Alajuelense      | 5:1       | Olimpia          |
| 14 de mayo | Usulután    | Luis Ángel Firpo | 3:2       | Alajuelense      |
| 20 de mayo | Tegucigalpa | Olimpia          | 1:1       | Luis Ángel Firpo |

#### Grupo 2
| Equipo         | PJ | PG | PE | PP | GF | GC | Dif. | Pts. |
| -------------- | -- | -- | -- | -- | -- | -- | ---- | ---- |
| Saprissa       | 4  | 2  | 1  | 1  | 5  | 3  | +2   | 7    |
| Comunicaciones | 4  | 2  | 0  | 2  | 5  | 6  | -1   | 6    |
| Platense       | 4  | 1  | 1  | 2  | 5  | 6  | -1   | 4    |

| \| Fecha \| Lugar \| Local \| Resultado \| Visitante \| \| ----------- \| ------------------- \| -------------- \| --------- \| -------------- \| \| 19 de abril \| Puerto Cortés \| Platense \| 1:3 \| Saprissa \| \| 22 de abril \| Ciudad de Guatemala \| Comunicaciones \| 1:0 \| Saprissa \| \| 29 de abril \| San Pedro Sula \| Platense \| 3:1 \| Comunicaciones \| \| 6 de mayo \| San José \| Saprissa \| 2:1 \| Comunicaciones \| \| 20 de mayo \| San José \| Saprissa \| 0:0 \| Platense \| \| 27 de mayo \| Ciudad de Guatemala \| Comunicaciones \| 2:1 \| Platense \| |                     |                |           |                |
| Fecha | Lugar               | Local          | Resultado | Visitante      |
| 19 de abril | Puerto Cortés       | Platense       | 1:3       | Saprissa       |
| 22 de abril | Ciudad de Guatemala | Comunicaciones | 1:0       | Saprissa       |
| 29 de abril | San Pedro Sula      | Platense       | 3:1       | Comunicaciones |
| 6 de mayo | San José            | Saprissa       | 2:1       | Comunicaciones |
| 20 de mayo | San José            | Saprissa       | 0:0       | Platense       |
| 27 de mayo | Ciudad de Guatemala | Comunicaciones | 2:1       | Platense       |

### Tercera fase
| Fechas                    | Local ida       | Resultado global | Local vuelta   | Ida | Vuelta |
| ------------------------- | --------------- | ---------------- | -------------- | --- | ------ |
| 28 de junio y 15 de julio | Colorado Rapids | 3:4              | León           | 1:0 | 2:4    |
| 26 y 29 de julio          | Alajuelense     | 5:3              | Comunicaciones | 4:2 | 1:1    |

## Equipos participantes
| País                     | Equipo                                         | Clasificación                                                                        |
| ------------------------ | ---------------------------------------------- | ------------------------------------------------------------------------------------ |
| México 3 cupos           | Deportivo Cruz Azul León F.C. Deportivo Toluca | Campeón del Invierno 1997 Subcampeón del Invierno 1997 Campeón del Verano 1998       |
| Costa Rica 2 cupos       | Deportivo Saprissa L.D. Alajuelense            | Campeón del Campeonato de Fútbol 1997-98 Subcampeón del Campeonato de Fútbol 1997-98 |
| Estados Unidos 1 cupo    | D.C. United                                    | Campeón de la MLS Cup 1997                                                           |
| El Salvador 1 cupo       | CD Luis Ángel Firpo                            | Campeón de la Primera División 1997-98                                               |
| Trinidad y Tobago 1 cupo | Joe Public F.C.                                | Campeón del Campeonato de Clubes de la CFU 1998                                      |

## Resultados
|  | Cuartos de final  | Cuartos de final  |               |             | Semifinales  | Semifinales  |      |              | Final        | Final        |  |
|  | 11 y 12 de agosto | 11 y 12 de agosto |               |             | 14 de agosto | 14 de agosto |      |              | 16 de agosto | 16 de agosto |  |
|  |                   |                   |               |             |              |              |      |              |              |              |  |
|  |                   |                   |               |             |              |              |      |              |              |              |  |
|  | D.C. United       | 8                 |               |             |              |              |      |              |              |              |  |
|  | D.C. United       | 8                 |               |             |              |              |      |              |              |              |  |
|  | Joe Public        | 0                 |               |             |              |              |      |              |              |              |  |
|  | Joe Public        | 0                 |               | D.C. United | 2            |              |      |              |              |              |  |
|  |                   |                   |               | D.C. United | 2            |              |      |              |              |              |  |
|  |                   |                   | León          | 0           |              |              |      |              |              |              |  |
|  | León (pen.)       | 1 (3)             | León          | 0           |              |              |      |              |              |              |  |
|  | León (pen.)       | 1 (3)             |               |             |              |              |      |              |              |              |  |
|  | Luis Ángel Firpo  | 1 (2)             |               |             |              |              |      |              |              |              |  |
|  | Luis Ángel Firpo  | 1 (2)             |               |             |              |              |      | D.C. United  | 1            |              |  |
|  |                   |                   |               |             |              |              |      | D.C. United  | 1            |              |  |
|  |                   |                   | Toluca        | 0           |              |              |      |              |              |              |  |
|  | Cruz Azul         | 0 (3)             | Toluca        | 0           |              |              |      |              |              |              |  |
|  | Cruz Azul         | 0 (3)             |               |             |              |              |      |              |              |              |  |
|  | Saprissa (pen.)   | 0 (5)             |               |             |              |              |      |              |              |              |  |
|  | Saprissa (pen.)   | 0 (5)             |               | Saprissa    | 1 (2)        |              |      | Tercer lugar | Tercer lugar |              |  |
|  |                   |                   |               | Saprissa    | 1 (2)        |              |      | Tercer lugar | Tercer lugar |              |  |
|  |                   |                   | Toluca (pen.) | 1 (3)       |              |              |      |              |              |              |  |
|  | Toluca            | 2                 | Toluca (pen.) | 1 (3)       |              |              | León | 0            |              |              |  |
|  | Toluca            | 2                 |               |             |              |              | León | 0            |              |              |  |
|  | Alajuelense       | 0                 |               |             |              |              |      |              | Saprissa     | 2            |  |
|  | Alajuelense       | 0                 |               |             |              |              |      |              | Saprissa     | 2            |  |
|  |                   |                   |               |             |              |              |      |              |              |              |  |

### Cuartos de final
| 11 de agosto de 1998 | D.C. United                                                | 8:0 (4:0) | Joe Public | Estadio Conmemorativo Robert F. Kennedy, Washington D. C. |                                |
|                      | Olsen 13' 44' · Lassiter 22' 29' 67' 72' · Wood 75' 90 +2' |           |            | Asistencia: 7,117 espectadores                            | Asistencia: 7,117 espectadores |

| 11 de agosto de 1998 | Cruz Azul | 0:0 (t. s.)(3:5 p.) | Saprissa | Estadio Conmemorativo Robert F. Kennedy, Washington D. C. |  |

| 12 de agosto de 1998 | León                                                                    | 1:1 (1:1, 1:0) (t. s.)(3:2 p.) | Luis Ángel Firpo                                                                          | Estadio Conmemorativo Robert F. Kennedy, Washington D. C. |                                                        |
|                      | Mercado 25' (pen.)                                                      |                                | De Mello 78'                                                                              | Asistencia: 8,284 espectadores Árbitro(s): Olgar Mejía    | Asistencia: 8,284 espectadores Árbitro(s): Olgar Mejía |
|                      |                                                                         | Tiros desde el punto penal     |                                                                                           |                                                           |                                                        |
|                      | - Alberto García - Roberto Medina - Sergio Martínez - Sigifredo Mercado |                                | - Silva de Mello - Raúl Toro Basáez - Celio Rodríguez - Wilfredo Iracheta - Pedro Vázquez |                                                           |                                                        |

| 12 de agosto de 1998 | Toluca                  | 2:0 (0:0) | Alajuelense | Estadio Conmemorativo Robert F. Kennedy, Washington D. C. |                                |
|                      | Estay 72' · Abundis 90' |           |             | Asistencia: 8,284 espectadores                            | Asistencia: 8,284 espectadores |

### Semifinales
| 14 de agosto de 1998 | D.C. United      | 2:0 (1:0) | León | Estadio Conmemorativo Robert F. Kennedy, Washington D. C. |                              |
|                      | Lassiter 12' 61' |           |      | Árbitro(s): Peter Pendergast                              | Árbitro(s): Peter Pendergast |

| 14 de agosto de 1998 | Toluca             | 1:1 (1:1, 1:0) (t. s.)(3:2 p.) | Saprissa     | Estadio Conmemorativo Robert F. Kennedy, Washington D. C. |  |
|                      | Cordero 31' (a.g.) |                                | Sequeira 58' |                                                           |  |

### Tercer lugar
| 16 de agosto de 1998 | León | 0:2 (0:1) | Saprissa                | Estadio Conmemorativo Robert F. Kennedy, Washington D. C. |                                 |
|                      |      |           | Mahía 45' · Centeno 85' | Asistencia: 12,607 espectadores                           | Asistencia: 12,607 espectadores |

### Final
| 16 de agosto de 1998 | D.C. United | 1:0 (1:0) | Toluca | Estadio Conmemorativo Robert F. Kennedy, Washington D. C. |                                                           |
|                      | Pope 41'    |           |        | Asistencia: 12,607 espectadores Árbitro(s): Carlos Batres | Asistencia: 12,607 espectadores Árbitro(s): Carlos Batres |

| POR | Scott Garlick    |     |
| DEF | Carey Talley     |     |
| DEF | Eddie Pope       |     |
| DEF | Jeff Agoos       |     |
| DEF | Brian Kamler     |     |
| MED | Ben Olsen        |     |
| MED | John Harkes      |     |
| MED | Marco Etcheverry |     |
| MED | Richie Williams  |     |
| DEL | Roy Lassiter     |     |
| DEL | Jaime Moreno     | 75' |
| DT  | Bruce Arena      |     |

| POR | Mario Albarrán      |     |
| DEF | Salvador Carmona    |     |
| DEF | Omar Blanco         |     |
| DEF | Alberto Macías      |     |
| DEF | Antonio Taboada     | 59' |
| MED | Víctor Ruiz         |     |
| MED | Fabián Estay        |     |
| MED | David Rangel        |     |
| MED | Enrique Alfaro      | 70' |
| DEL | José Cardozo        |     |
| DEL | José Manuel Abundis | 75' |
| DT  | Enrique Meza        |     |

| DEF | Carlos Llamosa | 75' |

| MED | Jaime Ordiales       | 75' |
| MED | Rafael García Torres | 70' |
| MED | Darko Vukić          | 59' |

| Anotado | 41' | Eddie Pope |

| Amonestado | Carey Talley |
| Amonestado | Roy Lassiter |

| Amonestado | Antonio Taboada |
| Amonestado | Fabián Estay    |
| Amonestado | Alberto Macías  |
| Amonestado | José Cardozo    |

| Árbitro             | Carlos Batres    |
| Árbitros asistentes | J. Nielson       |
| Árbitros asistentes | Vladimir Bertiga |

| POR | Scott Garlick    |     |
| DEF | Carey Talley     |     |
| DEF | Eddie Pope       |     |
| DEF | Jeff Agoos       |     |
| DEF | Brian Kamler     |     |
| MED | Ben Olsen        |     |
| MED | John Harkes      |     |
| MED | Marco Etcheverry |     |
| MED | Richie Williams  |     |
| DEL | Roy Lassiter     |     |
| DEL | Jaime Moreno     | 75' |
| DT  | Bruce Arena      |     |

| POR | Mario Albarrán      |     |
| DEF | Salvador Carmona    |     |
| DEF | Omar Blanco         |     |
| DEF | Alberto Macías      |     |
| DEF | Antonio Taboada     | 59' |
| MED | Víctor Ruiz         |     |
| MED | Fabián Estay        |     |
| MED | David Rangel        |     |
| MED | Enrique Alfaro      | 70' |
| DEL | José Cardozo        |     |
| DEL | José Manuel Abundis | 75' |
| DT  | Enrique Meza        |     |

| DEF | Carlos Llamosa | 75' |

| MED | Jaime Ordiales       | 75' |
| MED | Rafael García Torres | 70' |
| MED | Darko Vukić          | 59' |

| Anotado | 41' | Eddie Pope |

| Amonestado | Carey Talley |
| Amonestado | Roy Lassiter |

| Amonestado | Antonio Taboada |
| Amonestado | Fabián Estay    |
| Amonestado | Alberto Macías  |
| Amonestado | José Cardozo    |

| Árbitro             | Carlos Batres    |
| Árbitros asistentes | J. Nielson       |
| Árbitros asistentes | Vladimir Bertiga |

|                                |
| Bandera de Estados Unidos      |
| Campeón D.C. United 1er título |

## Goleadores
| Jugador      | Equipo      | Goles |
| ------------ | ----------- | ----- |
| Roy Lassiter | D.C. United | 6     |
| Ben Olsen    | D.C. United | 2     |
| A.J. Wood    | D.C. United | 2     |